# Светлое (озеро, Поспеловское сельское поселение)
Светлое — озеро на юго-западе Ульяновской области России. Располагается на территории Поспеловского сельского поселения в северо-западной части Николаевского района. Озеро и прилегающая к нему местность охраняется с 1976 года как комплексный памятник природы регионального значения «Озеро Светлое с лесными кварталами с преобладанием вахты трехлистной» площадью 437 га.

## Описание
Озеро округлой формы. Находится в лесной местности на высоте 297 м над уровнем моря, в 5 км к юго-западу от села Малая Бекшанка. Залегает в пологой впадине центральной части куполообразного поднятия южного отрога возвышенности Сурская Шишка. Площадь — около 12 га, глубиной до 5—6 м. По берегам торфяник северного типа, сплавина. Питание обеспечивается за счет подземных вод и атмосферных осадков.